# Polyommatus septemargenteoguttata
Polyommatus septemargenteoguttata är en fjärilsart som beskrevs av Leeds 1941. Polyommatus septemargenteoguttata ingår i släktet Polyommatus och familjen juvelvingar. Inga underarter finns listade i Catalogue of Life.